# Bernard Cooper
Bernard Cooper (Hollywood, Califórnia, 3 de outubro de 1951) é um romancista norte-americano.
A sua escrita tem forte inspiração autobiográfica e é muito influenciada pelas suas experiências de vida com gays. As obras de ficção e os ensaios de Cooper receberam vários prémios, nomeadamente seu livro de memórias The Bill From My Father: A Memoir (2006), que venceu o Lambda Literary Award na categoria Gay Memoir/Biography.

## Obras
- Maps to Anywhere (1990)
- A Clack of Tiny Sparks: Remembrances of a Gay Boyhood (1991)
- A Year of Rhymes (1993)
- Truth Serum (1996)
- Guess Again (2000)
- The Bill From My Father: A Memoir (2006)